# M60A3-84
M60A3-84 — проект модернизации американского основного боевого танка M60A3, разработанный в начале 2000-х годов Xарьковским конструкторским бюро по машиностроению им. А. А. Морозова.

## Описание
В условиях сокращения государственного военного заказа для Вооружённых сил Украины харьковские предприятия военно-промышленного комплекса Украины (в том числе, ХКБМ) активизировали работы по проектам, заказчиками которых могли стать иностранные государства.
Проект модернизации танка M60 был разработан с учётом опыта, полученного ХКБМ при разработке и создании танка Т-84-120 «Ятаган» и в октябре 2001 года предложен Турции.
Первоначально, с целью повышения тактико-технических характеристик на танк M60A3, проходящий модернизацию до уровня M60A3-84, было предложено установить сварную башню со 120-мм орудием, моторно-трансмиссионное отделение с двигателем 6ТД-2 и некоторые другие узлы и системы от танка Т-84-120 «Ятаган» (в частности, система управления огнём).
В дальнейшем, в 2013 году ХКБМ предложило дооборудовать модернизируемые танки комплексом динамической защиты («Нож» или «Дуплет»), комплексом активной защиты «Заслон» и комплексом оптико-электронного противодействия «Варта».
В то же время, с целью повышения привлекательности проекта для заказчиков с ограниченными финансовыми возможностями, было предложено проводить модернизацию не в полном объёме.
Однако в связи с отсутствием заказов на осуществление модернизации танки M60A3-84 не выпускались.